# Adoretus rusticus
Adoretus rusticus är en skalbaggsart som beskrevs av Benderitter 1923. Adoretus rusticus ingår i släktet Adoretus och familjen Rutelidae. Inga underarter finns listade i Catalogue of Life.